# LAPV Enok
Il LAPV Enok è un veicolo di pattuglia corazzato leggero (Light Armoured Patrol Vehicle) della Bundeswehr, principalmente in uso nell'esercito tedesco. Si tratta di uno sviluppo della Mercedes-Benz Classe G Wolf.